# Kopps
Kopps är en svensk film som hade biopremiär i Sverige den 7 februari 2003, i regi av Josef Fares med bland andra Fares Fares, Torkel Petersson, Sissela Kyle och Göran Ragnerstam i huvudrollerna.

## Handling
Polisen Jacob och hans kollegor har inte mycket att göra i den lilla byn Högboträsk. De flesta dagarna tillbringar de med att dricka kaffe, äta varmkorv och jaga lösa kor. Lugn och ro är drömmen för varje polis, men för de svenska myndigheterna är bristen på brottslingar en anledning till att stänga den lokala polisstationen i Högboträsk. Nu måste de komma på ett sätt att rädda situationen.

## Rollista
- Fares Fares – Jacob
- Torkel Petersson – Benny
- Göran Ragnerstam – Lasse
- Sissela Kyle – Agneta
- Eva Röse – Jessica Lindblad
- Christian Fiedler – Folke
- Erik Ahrnbom – Håkan
- Harry Goldstein – Göran
- Michael Fares – Mike
- Viktor Friberg – Janne
- Jan Fares – Mikes pappa
- Yngve Dahlberg – Gunnar
- Kerstin Hellström – Dagisfröken
- Paula McManus – Camilla, Jacobs första date
- Maj-Lis Hörne – Elsa, tant
- Jennifer Behnan – Jenni, Jacobs dotter
- Sven-Åke Gustavsson – Kent, ägaren till Kents Livs
- Anna Reimar – Lena, Jacobs andra date
- Mathias Gullbrandson – bartendern
- Thomas Halling – Fredriksson, journalist
- Elisabet Svensson – tant
- Greta Andersson – Greta, tant
- Jerker Fahlström – Hasse
- Anneli Johansson – sjuksköterskan
- Carina Boberg – postkassörskan

## Produktion
Förebilden för Högboträsk som filmen utspelar sig i ligger i Tanumshede.
Filmen producerades av Memfis Film i samproduktion med Film i Väst och danska Zentropa och med en budget på runt 22 miljoner kronor.
Filmen spelades in till stora delar i Bäckefors i Dalsland. Några scener spelades även in i Dals-Rostock, Håverud, Mellerud och Ed.

## Mottagande
Filmen blev en framgång i Sverige, med över 770 000 besökare och blev den sjätte mest sedda filmen på bio i Sverige 2003. Filmen tjänade in runt 58 miljoner kronor.

## Nyinspelningar och uppföljare
Strax efter filmens release köpte produktionsbolaget Happy Madison upp rättigheterna att göra en amerikansk inspelning av filmen med Adam Sandler i huvudrollen. Planerna har dock sedan dess (2020) inte förverkligats.
2017 berättade Torkel Peterson att han skrev på ett manus till en uppföljare på Kopps med Varberg som inspirationskälla där han även varit för att rekognosera.
2020 utkom den tyska komedifilmen Faking Bullshit som i media starkt jämfördes med filmen och stundtals beskrevs som en nyfilmatisering.

## Musik i filmen
- En natt på Blåkulla, kompositör Modest Musorgskij, i bearbetning av Nikolaj Rimskij-Korsakov, dirigent Daniel Nazareth
- Ett litet slitet torp, kompositör och text  Christer Lindström och Liselott Jalderos, framförs av Christer "Husse" Lindström
- Born in the Country, kompositör och text Peps Persson, sång Peps Persson
- Kärlek rostar inte, kompositör och text Martin Stensö, Henrik Svensson och Henrik Wiklund
- Johan Falk går in, kompositör Bengt Nilsson, framförs av Bengt Nilsson
- Sputnik Monroe, kompositör Robert Johnson, Per Thorsell, Peter Ögren och Jonas Rönnholm
- Gimme Some Lovin', kompositör och text Steve Winwood, Muff Winwood och Spencer Davis
- Månen i min hemby, kompositör Jacques Lafleur och Chris Nederman

## Utmärkelser
- 2003 – bästa spelfilm på Bermuda International Film Festival
- 2003 – Golden Zenith för bästa europeiska film på Festival des Films du Monde
- 2003 – publikpriset på Filmfest Hamburg
- 2003 – tyska publikpriset på Filmfest Hamburg
- 2003 – nominerad till årets utländska film på Amandaprisen[15]
- 2005 – pris för bästa film och bästa skådespelare på Peñíscola Comedy Film Festival[16]